# Delichon
Delichon (anagrama do grego antigo χελιδον/chelidôn = andorinha) é um gênero de aves passeriformes da família Hirundinidae.

## Espécies
- Delichon urbicum
- Delichon lagopodum
- Delichon dasypus
- Delichon nipalense